# Bromberg (Austria)
Bromberg è un comune austriaco di 1 242 abitanti nel distretto di Wiener Neustadt-Land, in Bassa Austria; ha lo status di comune mercato (Marktgemeinde).